# 密什克多尔济 (杜尔伯特汗)
密什克多尔济（？—1848年），卫拉特蒙古杜尔伯特部人，绰罗斯氏。清朝蒙古王公，第七代杜尔伯特汗。车凌的玄孙，杜尔伯特汗齊旺巴勒楚克次子。
道光二十三年（1843年）齊旺巴勒楚克去世，密什克多尔济袭封杜尔伯特汗。道光二十八年（1848年）密什克多尔济去世，没有儿子。散都克多爾濟袭封杜尔伯特汗。《清史稿》记载散都克多爾濟是密什克多尔济的族弟，周学军、白剑光《清史稿·藩部世表三》杜尔伯特部世表再订误，考证散都克多爾濟是满达拉长子。最后一任杜尔伯特汗噶勒章那木济勒是密什克多尔济的嗣子。